# Dorian Donath
Dorian Donath Sánchez (* 18. Juni 1999 in Delsbo, Schweden) ist ein spanischer Eishockeyspieler mit schwedischer und Schweizer Staatsbürgerschaft, der seit 2024 bei den GDT Bellinzona Snakes in der Swiss League, der zweithöchsten Schweizer Spielklasse, unter Vertrag steht.

## Karriere
Dorian Donath begann seine Karriere als Eishockeyspieler in der Jugend des Järna SK, für dessen Herren-Mannschaft er in der Saison 2015/16 sein Debüt in der sechstklassigen schwedischen Division 4 gab. Nachdem er von 2016 bis 2019 zunächst beim Huddinge IK und dann bei Nyköpings Hockey in der jeweils zweithöchsten Spielklasse seiner Altersklasse gespielt hatte, kehrte er nach Järna zurück. 2022 wechselte er zum IFK Tumba in die viertklassige Hockeytvåan. Nach zwei Jahren dort, zog es ihn in die Schweiz, wo er seit 2024 bei den GDT Bellinzona Snakes in der Swiss League, der zweithöchsten Spielklasse des Landes, unter Vertrag steht.

### International
Für Spanien nahm Donath im Juniorenbereich an den U20-Weltmeisterschaften 2018, als er gemeinsam mit seinem Landsmann Joan Serda zweitbester Torschütze nach dem Serben Luka Vukičević war, und 2019 jeweils in der Division II teil.
Im Seniorenbereich stand er erstmals bei der Weltmeisterschaft 2022 in der Division II im spanischen Aufgebot. Auch 2023, als ihm mit den Iberern nach zwölf Jahren die Rückkehr in die Division I gelang und er gemeinsam mit dem Israeli Aviv Milner zweitbester Torschütze nach dem Georgier Iwan Karelin war, spielte er in der Division II. Bei der Weltmeisterschaft 2024 spielte er erstmals in der Division I. Zudem vertrat er seine Farben bei den Qualifikationen für die Olympischen Winterspiele in Peking 2022 und in Mailand 2026.

## Erfolge und Auszeichnungen
- 2018 Aufstieg in die Division II, Gruppe A, bei der U20-Weltmeisterschaft der Division II, Gruppe B
- 2023 Aufstieg in die Division I, Gruppe B, bei der Weltmeisterschaft der Division II, Gruppe A